# Ground-based Midcourse Defense

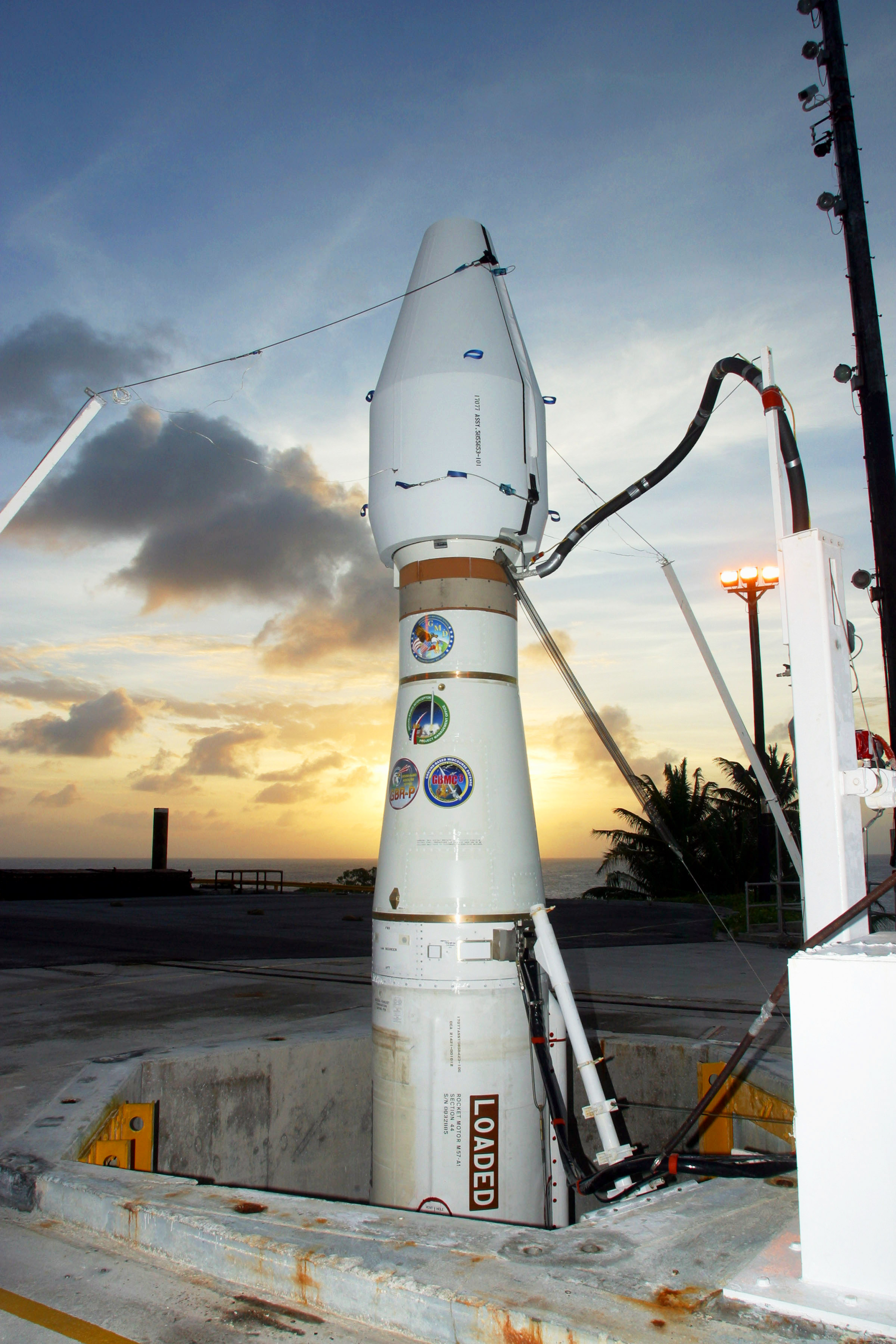
Противоракета шахтного базирования (База Ванденберг, Калифорния)

Наземная система противоракетной обороны на маршевом участке полета (англ. Ground-based Midcourse Defense, GMD) — комплекс стратегической противоракетной обороны США, введённый в строй в 2005 году. Предназначен для перехвата межконтинентальных баллистических ракет и их боевых частей в космическом пространстве за пределами атмосферы Земли. В настоящее время для защиты континентальной территории США развёрнуто 44 противоракеты на Аляске и в Калифорнии, в ноябре 2017 года запрошено финансирование на развёртывание ещё 20-и противоракет на Аляске.

## История
Длительное время развёртывание систем противоракетной обороны в США и России сдерживалось договором 1972 года, призванным смягчить взаимные опасения и снизить напряженность в отношениях между двумя сверхдержавами. Однако к 2000 году данное соглашение очевидным образом исчерпало себя. За тридцать лет его действия ядерные и ракетные технологии, основные принципы которых были сформулированы ещё в 1950-х годах, стали доступны значительному числу стран, в том числе «третьего мира».
На основании опыта создания и применения Ираком баллистических ракет «Эль-Хусейн»во время ирано-иракской войны и войны в Персидском заливе 1991 года, военные эксперты США сделали вывод, что создание дальнобойного ракетного оружия возможно даже для стран и режимов, обладающих сравнительно небольшим промышленным потенциалом. В сложившейся ситуации, был сделан вывод что двустороннее соглашение между США и Россией более не соответствует требованиям обеспечения безопасности США. Вероятность глобальной ядерной войны, страховкой от которой служила «открытость для взаимного гарантированного уничтожения» (зафиксированная договором 1972 года) существенно снизилась; в то же время, возникла существенная угроза политического шантажа со стороны государств «третьего мира», обладающих даже небольшим арсеналом баллистических ракет большой дальности.
Создание системы противоракетной обороны, способной защитить от массированного нападения с применением современных баллистических ракет, все ещё представлялось невозможным. В то же время, было вполне реально создать систему надежной защиты от небольшого количества устаревшего типа ракет — того вида оружия, которое с наибольшей степенью вероятности могло быть применено странами «третьего мира». 
В связи с глобальным пересмотром основной геополитической стратегии, 13 декабря 2001 года США уведомили Россию о своём выходе из договора. Он прекратил действие 12 июня 2002 года.

## Концепция
Комплекс, исходно получивший название «Национальная противоракетная оборона» (англ. National Missile Defense), был предназначен для решения наиболее сложной технически задачи — перехвата боевых частей межконтинентальных баллистических ракет за пределами атмосферы на основном участке траектории. Так как МБР движутся наиболее быстро по сравнению с другими видами баллистических ракет, для гарантии эффективной защиты требовалось обеспечить поражение боевых блоков до входа в атмосферу, на среднем (проходящем в космическом пространстве) участке траектории. 
В 2002 году, в связи с интеграцией в программу противоракетной обороны других элементов (в том числе системы ПРО на базе флотской БИУС «Иджис»), комплекс был переименован в Ground-Based Midcourse Defense (GBMD).
Основной задачей комплекса является перехват в космическом пространстве моноблочных межконтинентальных баллистических ракет, летящих в небольшом количестве и не использующих самые современные средства преодоления ПРО. Эти требования соответствовали концепции защиты от того арсенала межконтинентальных баллистических ракет, который могли бы создать в КНДР или Иране. Комплекс должен был решать задачи своевременного обнаружения стартующих баллистических ракет, отслеживания их в космосе и наведения противоракет для поражения боеголовок за пределами атмосферы. В качестве средства поражения был избран кинетический перехватчик, уничтожающий цель лобовым столкновением — было рассчитано, что он более эффективен для целей противоракетной обороны, чем предлагавшиеся в 1970-х годах противоракеты с ядерными зарядами, так как при кинетическом перехвате не образуется электромагнитная вспышка, мешающая работе наземных радаров.

## Элементы комплекса
Разработка комплекса осуществлялась Агентством по противоракетной обороне США в сотрудничестве с армией и ВВС США. Ввиду масштаба программы и значительного количества принципиально новых элементов, в разработке отдельных элементов проекта участвовало большое количество компаний США.

### Радарные комплексы

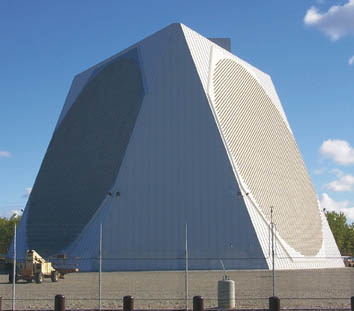
РЛС PAVE PAWS на Аляске

Основой информационного обеспечения системы, осуществляющей обнаружение и отслеживание угрожающих территории США космических объектов, являются три стационарных радара системы PAVE PAWS. Расположенные на важнейших стратегических направлениях, эти радары осуществляют непрерывный контроль над аэрокосмическим пространством, отслеживание перемещающихся в космосе объектов и вторичное предупреждение о ракетном нападении на подступах к Северной Америке.
Каждый радарный комплекс представляет собой пирамидальное бетонное сооружение с двумя или тремя установленными на нём неподвижными фазированными антеннами. Угол обзора РЛС составляет порядка 240 градусов по горизонтали и от 3 до 85 градусов по вертикали. Секторы обзора радарных станций пересекаются на флангах и обращены вовне континентальной территории США. Радиус действия радаров составляет порядка 2000 километров, что позволяет им эффективно отслеживать приближающиеся цели в космическом пространстве (подобные боеголовкам межконтинентальных баллистических ракет или баллистических ракет среднего радиуса действия, запускаемых с подводных лодок или надводных кораблей).
Радарные станции системы PAVE PAWS были смонтированы в трёх точках:

Сектора обзора станций системы PAVE PAWS (синий) и более ранней системы предупреждения о ракетном нападении BMEWS (красный)

- Авиабаза Кейп-Код в штате Массачусетс (управляется 6-м эскадроном космического предупреждения ВВС США);
- Авиабаза Биал в Калифорнии (управляется 7-м эскадроном космического предупреждения ВВС США);
- Авиабаза Клиар на Аляске (управляется 13-м эскадроном космического предупреждения ВВС США).

Таким образом, достигается практически полное перекрытие аэрокосмического пространства на подступах к континентальной территории США, не считая узкого коридора, проходящего через Мексиканский залив и Центральную Америку.

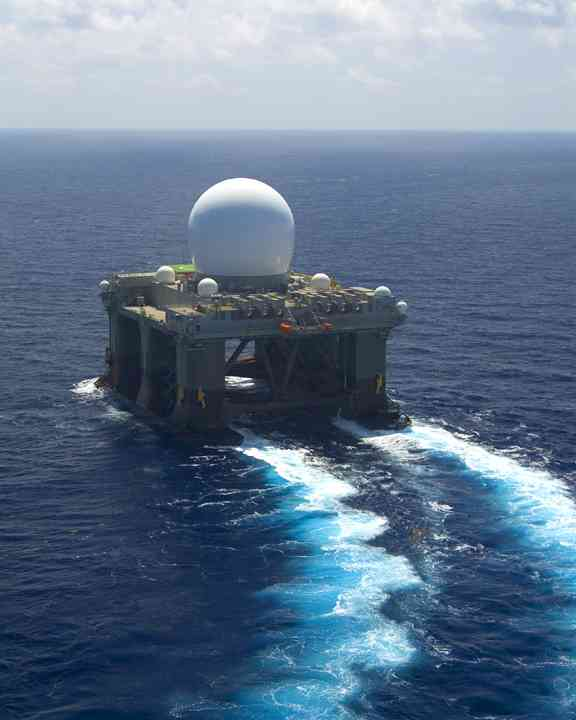
Морской радар на ходу

Несмотря на широкие возможности системы станций PAVE PAWS, у этих РЛС предупреждения и слежения есть существенный недостаток. Их радиус действия составляет не более 2000 километров, что не позволяет им обнаруживать и сопровождать ракеты на ранних участках траектории, и, таким образом, не позволяет в полной мере реализовать оборонительный потенциал системы GBMD, технически способной (при наличии целеуказания) поражать цели в космическом пространстве над любой точкой Земли.
Чтобы решить эту проблему, агентство противоракетной обороны США в сотрудничестве с ВМФ разработало мобильный радар морского базирования SBX. Эта установка водоизмещением около 50 тыс. тонн и высотой более 85 метров, построенная в 2004 году на основе буровой платформы СS-50, может быть отбуксирована и развёрнута в любой точке мирового океана. Установленный на платформе радар, работающий в X-диапазоне, в состоянии отслеживать цели в околоземном пространстве на расстоянии в 2000—4700 км.
В случае возникновения конфликтной ситуации морская радарная платформа может быть развёрнута вблизи района потенциального запуска межконтинентальных баллистических ракет. SBX может отследить запуск ракет на самом раннем участке траектории и выполнить наведение против них противоракет GBI, базирующихся на континентальной территории США. Дальность перехвата, таким образом, становится почти неограниченной: развёрнутая в соответствующей точке платформа может навести противоракету на космический объект в любой точке мира.
В настоящее время морской радар формально приписан к Тихоокеанскому Флоту и базируется в порту Адак на Аляске. Тем не менее, за все время эксплуатации корабль ни разу не заходил в порт приписки, постоянно оставаясь на позиции около Гавайев, отслеживая потенциальную возможность пуска ракет со стороны КНДР или Китая.

### Противоракета Ground-Based Interceptor

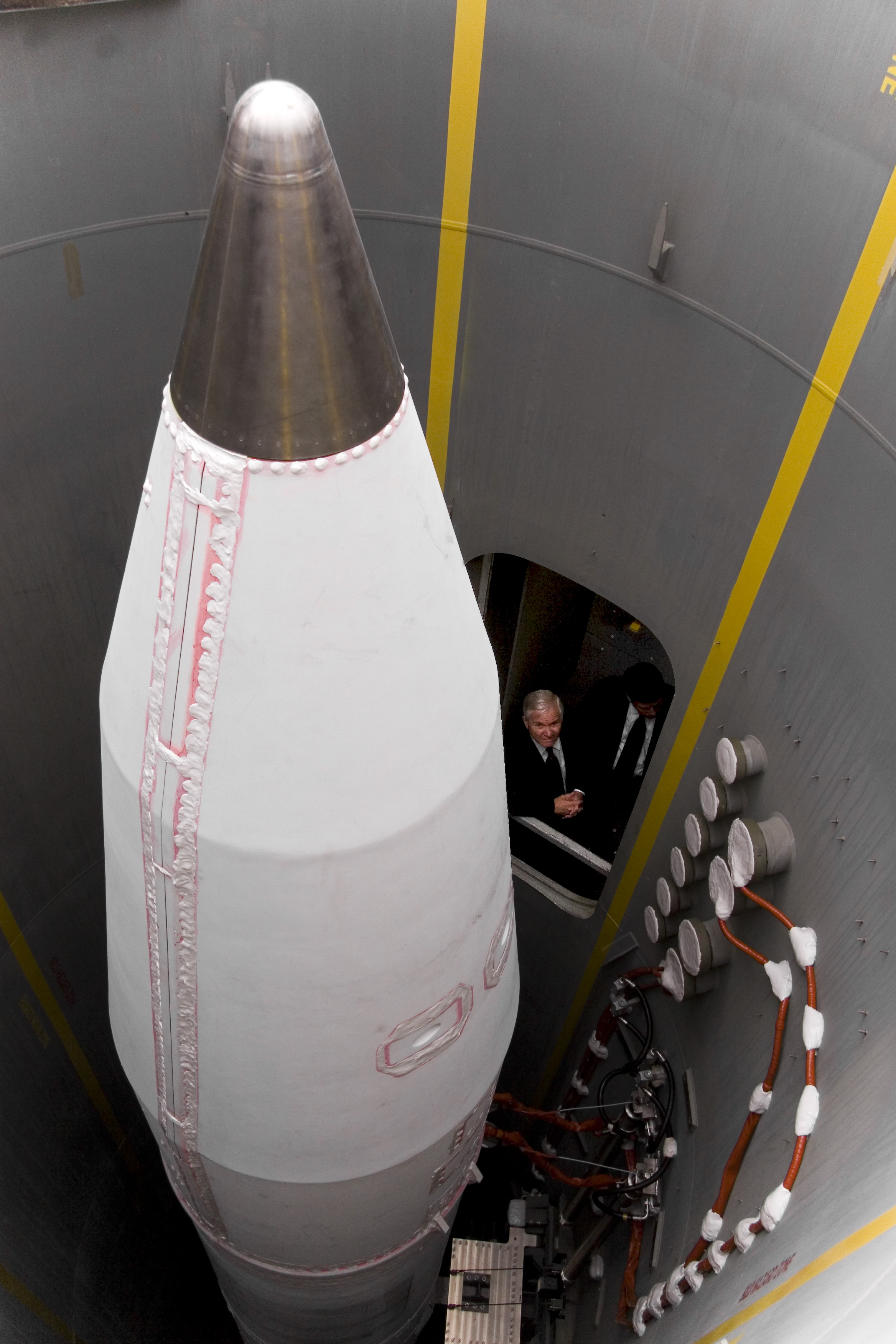
Противоракету в шахтной пусковой установке инспектирует Министр обороны США Роберт Гейтс

Противоракета (ракета-перехватчик) наземного базирования (англ. Ground-Based Interceptor, GBI) является составной частью комплекса. 
Изначально она  разрабатывалась фирмой Boeing, но в дальнейшем контракт был распределён — дополнительные заказы получили фирмы Lockheed Martin и Orbital Sciences. Последняя в итоге получила основной контракт на разработку серийных ракет.
Производство ракет осуществляется отделением Боинг Boeing Integrated Defense Systems. 
Противоракета представляет собой трёхступенчатый твердотопливный носитель, рассчитанный на вывод в околоземное пространство кинетического перехватчика — основного поражающего элемента системы. Длина ракеты составляет 16,8 метров, вес в снаряженном состоянии — 12,7 тонн.
На первой ступени ракеты установлен твердотопливный двигатель Alliant Tech Orion 50SXLG тягой 441 Кн, на второй — Alliant Tech Orion 50XL тягой до 153 Кн и на третьей — Alliant Tech Orion 38, тягой до 32 Кн. 
Расчётная дальность действия ракеты варьирует в зависимости от высоты траектории и составляет от 2000 до 5500 км. Максимальная высота запуска — 2000 км.
Так как скорость выводимого в космическое пространство перехватчика может превысить первую космическую, традиционный термин «дальность действия» для системы GBMD не применим в полной мере — теоретически, перехватчик может перехватить цель в любой точке орбиты, где обеспечивается выработка огневого решения. Практически дальность действия перехватчика ограничена временем реакции системы на приближающиеся баллистические ракеты.

#### Заатмосферный кинетический перехватчик

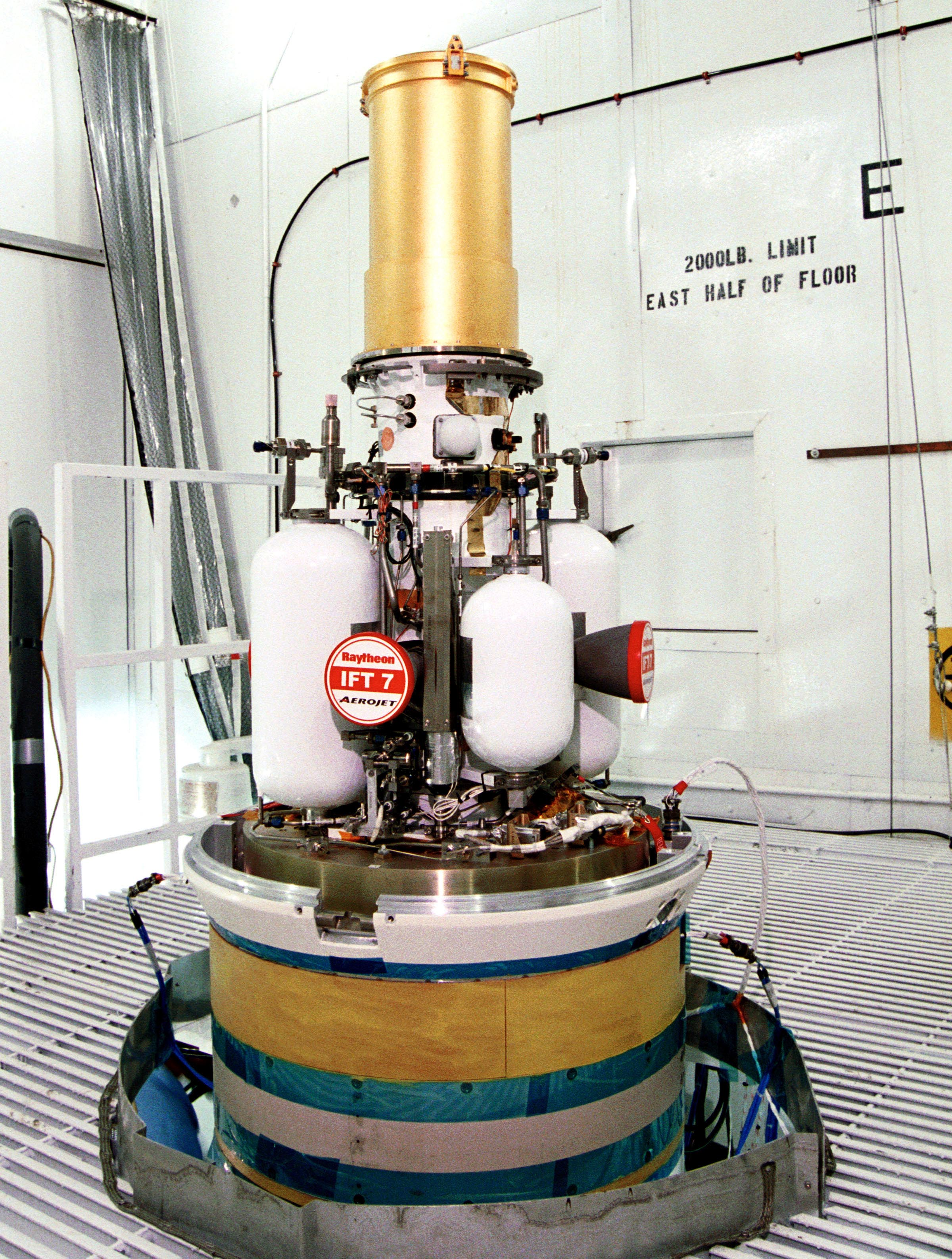
Прототип заатмосферного кинетического перехватчика на стенде

Основным поражающим элементом комплекса является заатмосферный кинетический перехватчик EKV (англ. Exoatmospheric Kill Vehicle), выводящийся противоракетой в космическое пространство и осуществляющей перехват и контактное поражение неприятельской боеголовки.
Разработанный фирмой Raytheon, EKV весит около 64 килограмм. 
Он оснащён электронно-оптической системой наведения, защищённой от посторонней засветки особым кожухом и автоматическими фильтрами. Получая целеуказание с наземных радаров, перехватчик устанавливает сенсорный контакт с боеголовкой и наводится на неё, осуществляя маневрирование в космическом пространстве с помощью системы ракетных двигателей, работающих на сжатом газе (азоте).
Поражение боеголовки осуществляется лобовым тараном на встречном курсе. Так как скорость самого перехватчика, составляющая приблизительно 10 км/с, складывается в момент столкновения с собственной скоростью боеголовки (5—7 км/с), кинетической энергии удара (около 1 тонны в тротиловом эквиваленте) вполне хватает, чтобы полностью уничтожить боевой блок любой мыслимой конструкции. В отличие от шрапнельных зарядов, кинетический перехватчик при попадании полностью уничтожает боеголовку (то есть при его применении невозможна неопределенная ситуация, когда боеголовка, выведенная из строя шрапнельным снарядом, остается единым целым и продолжает полёт по прежней траектории, вынуждая расчеты противоракетной обороны отвлекаться на её отслеживание и добивание) и не создает значительных облаков обломков, способных нанести вред дружественным или нейтральным космическим аппаратам.
Также, первоначально планировалась разработка в рамках программы кластерного перехватчика, предназначенного для поражения ракет с разделяющимися боеголовками (РГЧ ИН). Согласно проекту, противоракета GBI должна была выводить на орбиту несколько компактных миниатюрных перехватчиков Multiple Kill Vehicle, наводящихся одновременно на несколько целей. Необходимость сокращения бюджета и низкая вероятность появления в ближайшем будущем у враждебных США режимов ракет c разделяющимися головными частями даже рассеивающего типа (агентство по противоракетной обороне сочло, что в ближайшей перспективе создание столь миниатюрных ядерных боевых частей находится вне пределов технологий Ирана и КНДР) и тем более РГЧ ИН (ввиду чрезвычайной сложности создания блоков разведения) привели к закрытию программы в 2009 году.

## Испытания

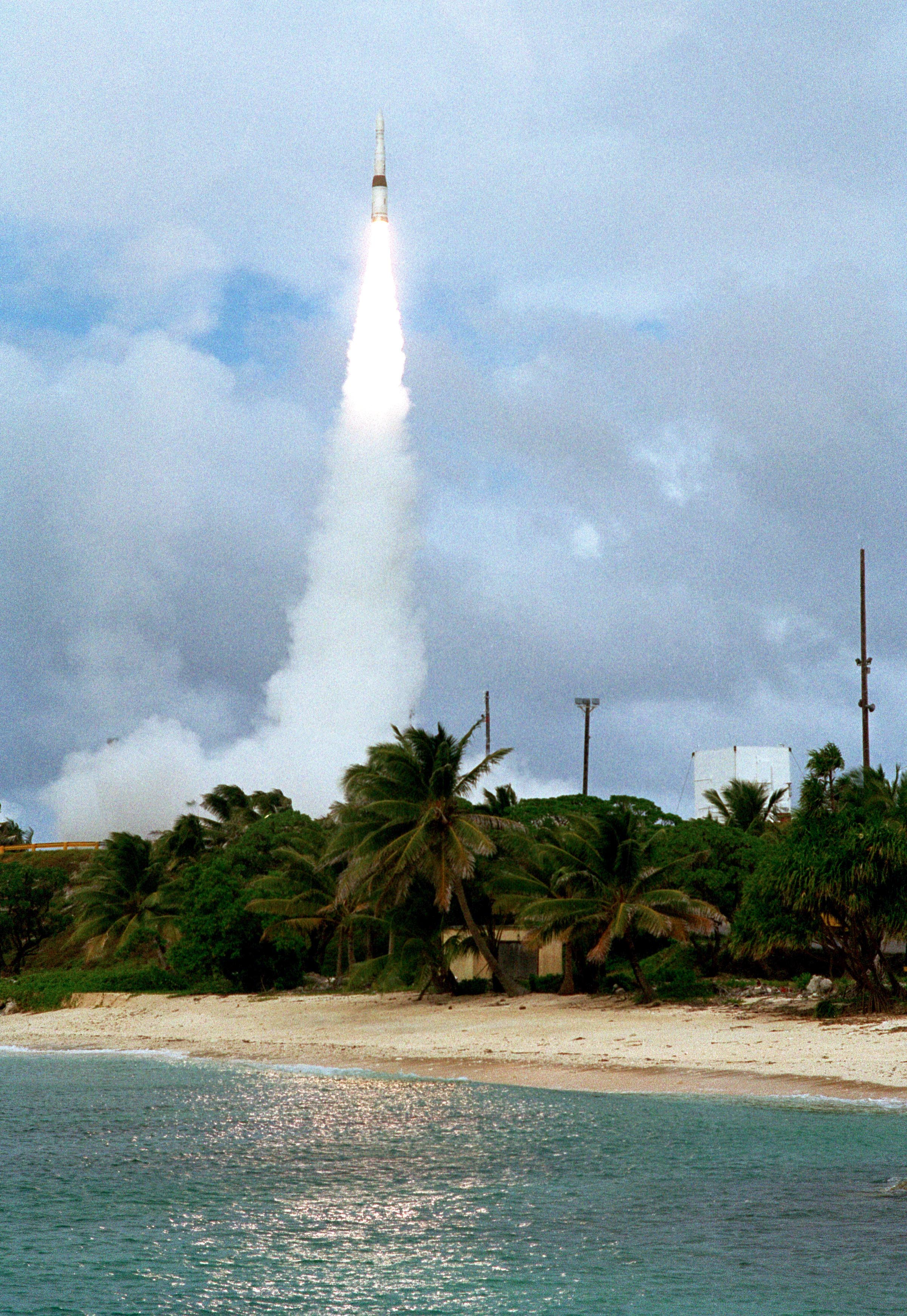
Запуск перехватчика на испытаниях с полигона Кваджалейн

С 24 июня 1997 года, когда начались первые тестовые пуски для отработки общей концепции программы и по настоящее время, система осуществила 39 тестовых запусков. Семнадцать из них были предприняты с целью перехвата учебных мишеней, двадцать — для отработки различных компонентов и проверки оборудования.
Из семнадцати пусков, осуществлявшихся по учебным целям, полностью успешными были восемь, что составляет порядка 47 %. Однако, по крайней мере, в одном случае провал испытаний произошёл по вине вышедшей из строя учебной цели, то есть не может быть поставлен в вину самому комплексу. Из шестнадцати случаев, когда цель отработала нормативно, восемь успешных перехватов составляют цифру 50 %, что близко к расчётной эффективности комплекса. Программа испытаний продолжается, разработчики предполагают повысить эффективность комплекса путём применения новых технических решений.

## Развёртывание

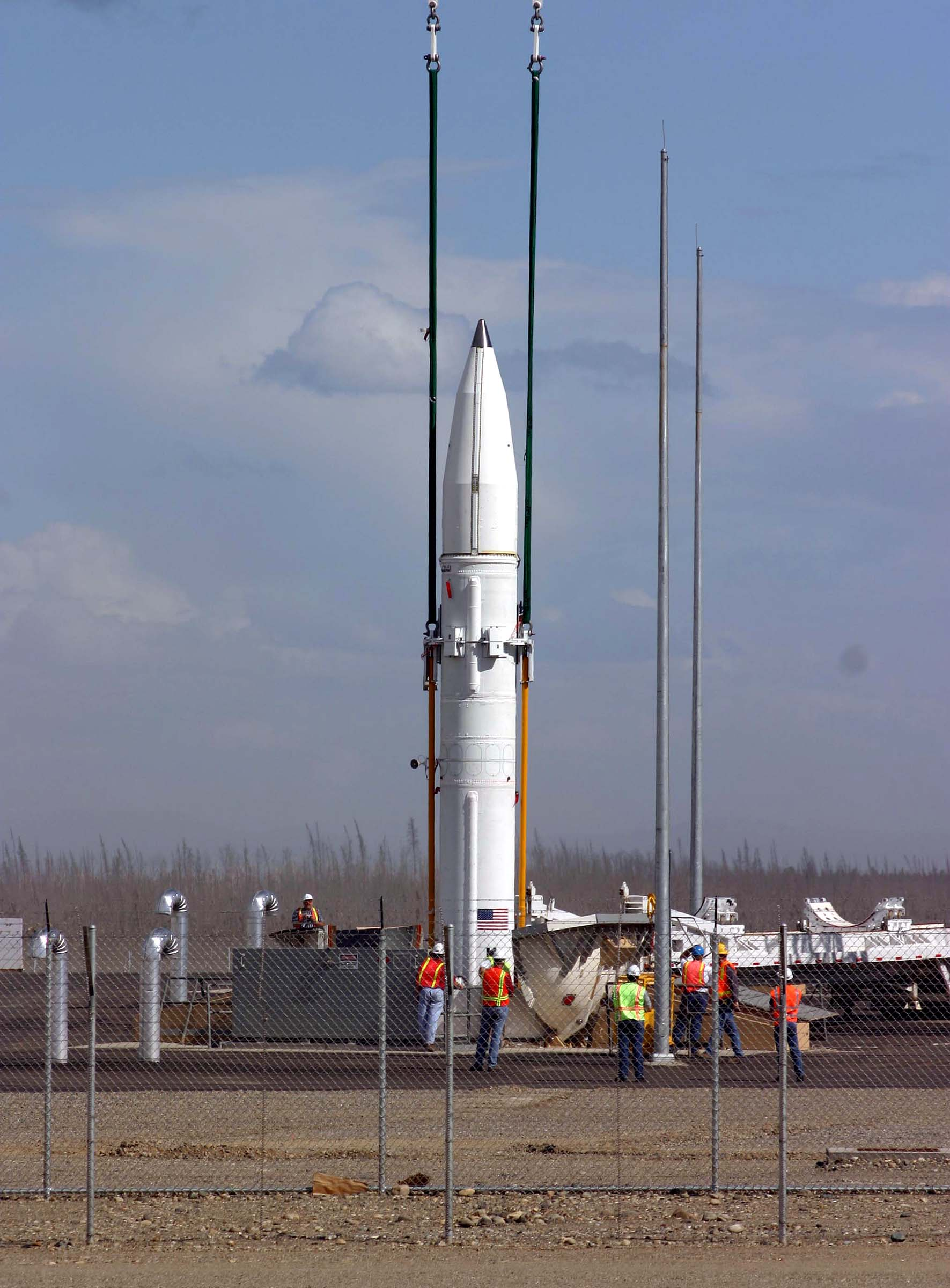
Ракета-перехватчик устанавливается в шахту в форте Грили

Первой базой для размещения противоракет GBI был выбран Форт-Грили, штат Аляска, в 100 милях к юго-востоку от города Фэрбанкс. Этот пункт был выбран исходя из соображений наибольшей вероятности ракетного нападения именно на этом направлении: северокорейские ракеты «Тэпходон»-2, принятые на вооружение в 2000-х годах, потенциально могли поразить Аляску. С 2005 по 2017 год на Аляске были развёрнуты сначала 13, потом 26, а затем 40 противоракет GBI, базирующихся в железобетонных подземных шахтах.
В 2005 году, в связи с быстрым развитием ракетных технологий КНДР, было принято решение разместить дополнительные ракеты-перехватчики на авиабазе Вандерберг в Калифорнии. К 2013 году четыре противоракеты GBI были установлены в шахтах, оставшихся от снятых с вооружения МБР «Минитмен». Общее число противоракет в Калифорнии предполагается довести до 14 единиц, а на Аляске — до 60-ти.
Успешный орбитальный запуск северокорейской ракеты-носителя Ынха-3 в декабре 2012 года продемонстрировал, что КНДР достигло уровня технологии, позволяющего создать межконтинентальные баллистические ракеты. В связи с этими испытаниями было принято решение о необходимости создания третьего района базирования противоракет на территории США. 12 сентября 2013 года директор агентства противоракетной обороны США назвал ряд возможных районов базирования противоракет: форт Драм в штате Нью-Йорк, тренировочный лагерь «Этан Аллен» в штате Вермонт, авиастанция SERE ВМС в Мэн, тренировочный центр «Равенна» в Огайо и форт Кастер в штате Мичиган. Все эти районы демонстрируют стремление агентства развернуть систему противоракетной обороны над основными населёнными центрами Атлантического побережья и района Великих Озёр.
По ряду данных, общее число противоракет, развернутых на территории США, может достигнуть сотни, а число районов развертывания — пяти, что позволит надежно прикрыть всю территорию страны от ракетных ударов небольшой мощности.